# Rắn mối dương
Rắn mối dương (danh pháp khoa học: Dasia olivacea) là một loài bò sát có vảy. Rắn mối có hình dáng giống với kỳ nhông nhưng mập mạp hơn nhiều và có lớp vảy bóng óng ánh thường sống quanh trong vườn nhà, dưới các lùm cây, bụi rậm vùng quê.

## Phân bố
Rắn mối phân bố ở phía nam của khoảng 15° vĩ bắc tại Đông Nam Á như Philippines, Quần đảo Natuna, Singapore, Myanmar (Vùng Tanintharyi), Thái Lan, Campuchia, Lào, Việt Nam, Malaysia (Pahang: Pulau Tioman, Johor: Pulau Sibu), Indonesia (Borneo, Sumatra, Pulau Simeulue, Nias, Singkep, quần đảo Sembilan, Java). Loài bò sát này cũng phân bố ở quần đảo Adaman và Nicobar của Ấn Độ.

## Hình ảnh

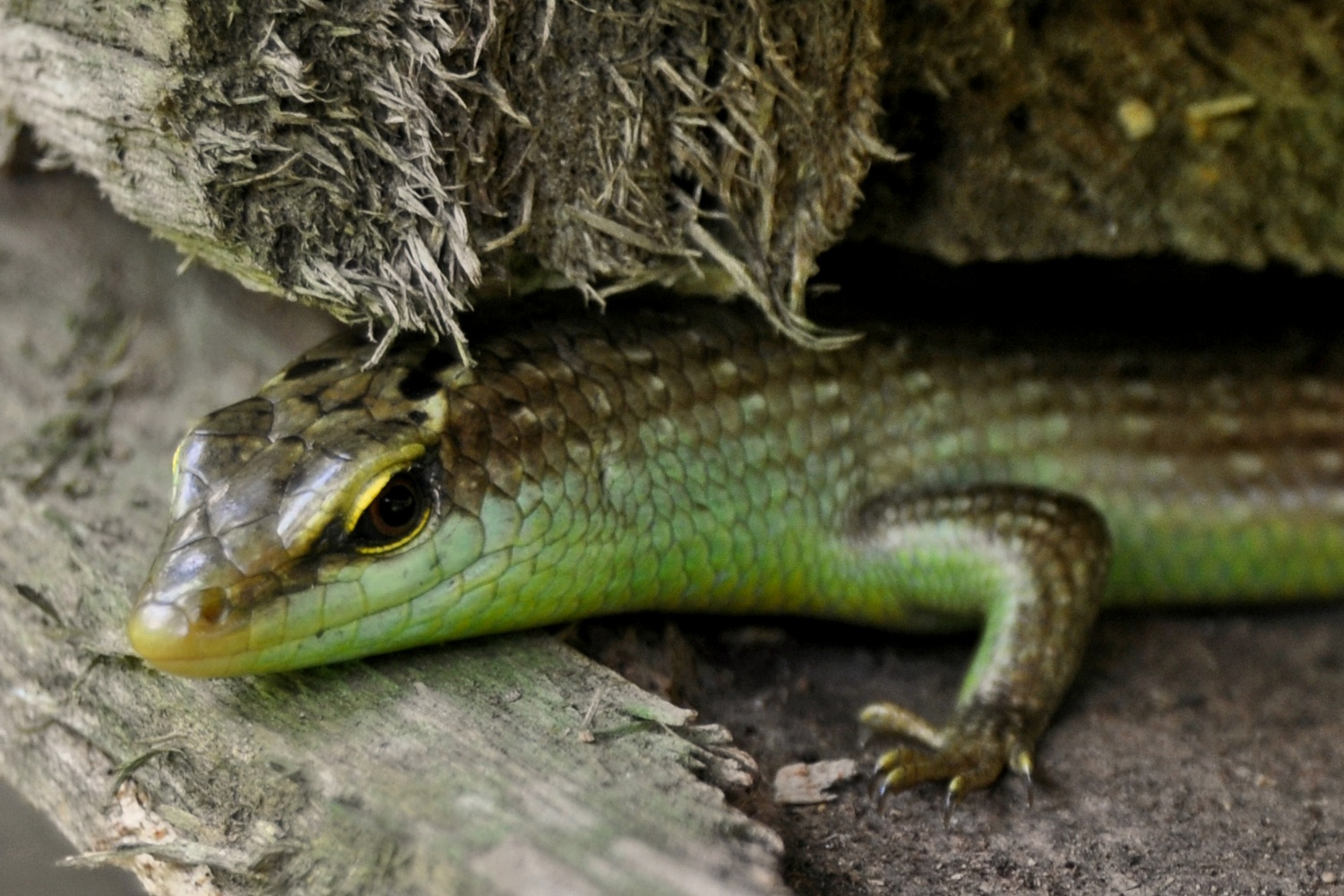
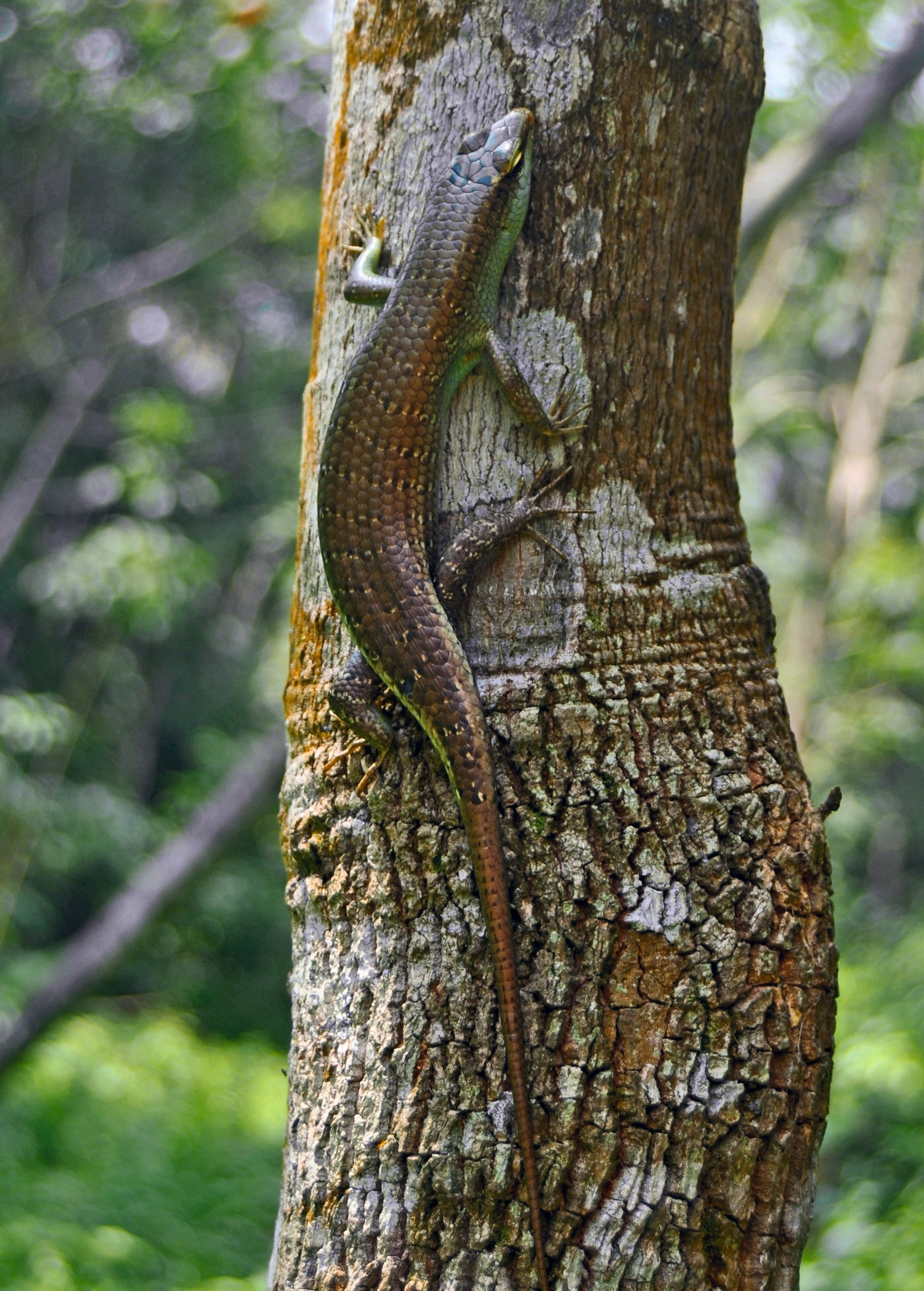
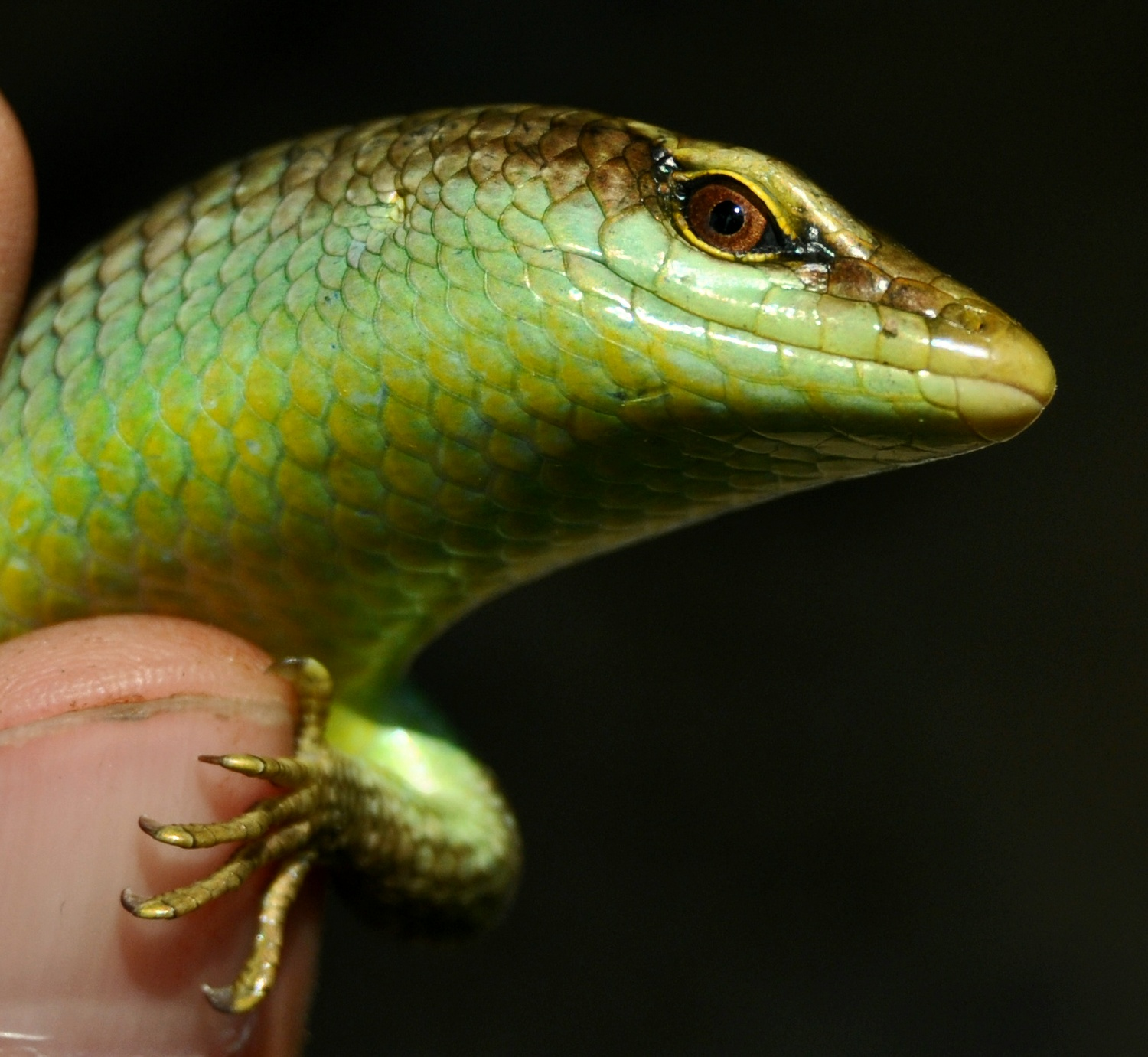

## Tập tính
Rắn mối hoạt động ban ngày, vào khoảng thời gian có nhiệt độ nhất định và sẽ thay đổi tùy theo mùa. Vào mùa hè, rắn mối ra kiếm ăn từ 9 giờ sáng đến 3 giờ chiều, vào buổi trưa chui vào chỗ râm của bụi cây để tránh nắng. Mùa đông, rắn mối trú trong hang, chỉ ra vào những ngày nắng ấm và vào lúc nhiệt độ cao nhất trong ngày, thường là buổi trưa. Rắn mối lột xác vào mùa hè, thường sau những cơn mưa và có thể lột xác ba hay bốn lần trong mùa. Sau khi lột da, rắn mối cũng ăn da như nhiều loài thằn lằn khác.

### Thức ăn
Thức ăn của rắn mối gồm giun đất, trứng kiến, châu chấu, gián đất, sâu gạo... nhưng món ưa thích nhất của chúng vẫn là mối.

### Sinh sản
Mỗi năm rắn mối cái sẽ sinh sản và cho ra khoảng từ 2 - 3 lứa rắn mối con, và mùa sinh sản thường tập trung chủ yếu vào mùa mưa. Là loài bò sát nhưng rắn mối lại nằm trong số ít các loài không đẻ trứng mà đẻ con trực tiếp. Rắn mối con khi trong bụng mẹ sẽ nằm trong các bọc nước ối. Khi vào thời kì sinh sản, rắn mối mẹ sẽ đẻ những bọc chứa rắn mối con này ra ngoài. Rắn mối con khi tiếp xúc với môi trường bên ngoài sẽ tự động phá bọc mà chui ra bên ngoài. Rắn mối con khi vừa ra đời vẫn còn khá yếu nhưng vẫn có thể di chuyển, chúng cũng có thể bắt đầu ăn những loại thức ăn như côn trùng nhỏ...

## Rắn mối cắn
Rắn mối không có răng nanh cũng như không có nọc độc nên rắn mối cắn không ảnh hưởng gì tới chúng ta. Rắn mối chỉ có những răng nhỏ li ti như thằn lằn. Nó chỉ cắn khi chúng ta làm đau nó hoặc chúng ta bắt nó mạnh tay. Rắn mối đực hay phản ứng mạnh hơn khi ta làm đau nó.

## Các món ăn từ rắn mối
Ở miền Tây Nam Bộ của Việt Nam rắn mối được xem như một đặc sản, những món ăn được làm từ rắn mối như: rắn mối chiên giòn, rắn mối nướng lá cách, cháo rắn mối, rắn mối xào nghệ, rắn mối xào sả ớt, rắn mối nướng chao, rắn mối nướng mọi, gỏi rắn mối,...
- Chú thích

1. ↑  R. F. Inger & B. L. Stuart (2010). “Dasia olivacea”. Sách Đỏ IUCN các loài bị đe dọa. Phiên bản 2013.1. Liên minh Bảo tồn Thiên nhiên Quốc tế. Truy cập ngày 23 tháng 9 năm 2013.